# كأس الاتحاد الإنجليزي 1938–39
كأس الاتحاد الإنجليزي 1938–39 (بالإنجليزية: 1938–39 FA Cup)‏ هو الموسم 66 من  كأس الاتحاد الإنجليزي. أقيم خلال الفترة 3 سبتمبر 1938 وحتى 29 أبريل 1939، والذي يشرف على تنظيمه الاتحاد الإنجليزي لكرة القدم، وفاز فيه نادي بورتسموث.